# The Yellow Badge of Cowardge
The Yellow Badge of Cowardge, llamado La Placa Amarilla de Cobardía en Hispanoamérica y La medalla amarilla al temor en España, es el último capítulo de la temporada 25 de la serie estadounidense Los Simpsons y el 552 de la misma.

## Sinopsis
Es el último día de escuela en Springfield. La primaria, decide hacer un festival de juegos como última actividad. En el maratón, Milhouse le confiesa a Bart que tienen un secreto: ha estado entrenando y tiene muchas posibilidades de ganar la competencia. Esto lo escucha Martin el cual, ante una apuesta ilegal de los bravucones de siempre, lo hace a favor del hijo de los Van Hauten. Al notar que el triunfo de Milhouse podía perjudicar seriamente las ganancias que habían estimado, los bravucones ponen un plan de contingencia que tenían: sabotear el triunfo de Milhouse. Lo que hace Nelson.
Al momento de la emboscada, precisamente Bart (que iba al centro de la carrera) llegaba en ese momento y fue testigo de la golpiza que le propinaban a Milhouse. Pero tal vez por timidez o por avaricia de ganar la carrera, no sólo no ayudó a su viejo amigo; sino que inclusive se adjudicó un triunfo que no merecía.
Para suerte de Bart, Milhouse había perdido temporalmente la memoria y por tanto no podía recordar lo sucedido.
De manera secundaria, Homero se molesta porque el gobierno prohibió el uso de fuegos artificiales en el venidero 4 de julio. Empezó a tramar (previo flashback de sus recuerdos cuando era niño y disfrutaba de dichos juegos pirotécnicos) un plan para volver a disfrutar de la costumbre anual.